# Isolation chip
L'isolation chip ou ichip est un dispositif pour l'obtention de cultures bactériennes en milieu naturel. Son emploi se révèle approprié du fait qu'une faible fraction des populations de bactéries peuvent être cultivées dans un milieu artificiel. Le dispositif permet aux espèces bactériennes d'être cultivées dans leur environnement pédologique. Les échantillons microbiens prélevés sur le terrain sont transférés sur un gel d'agarose et enveloppés de membranes semi-perméables. Cette nouvelle approche résulte de l'application dans ce domaine de la microfluidique. Mise au point en 2002 par Kim Lewis et Slava Epstein, l'une des raisons de son utilisation se fonde sur l'espoir de la découverte de nouveaux antibiotiques voire de nouvelles classes d'antibiotiques. Eleftheria terrae est l'une des espèces de bactérie à avoir été cultivée grâce à ce procédé et, de cette culture bactérienne, les chercheurs ont découvert la teixobactine, un antibiotique capable d'éliminer les bactéries responsables de l'anthrax et de la tuberculose de même que celles à l'origine des infections à SARM (staphylococcus aureus résistant à la méticilline).

## Publications
- D. Nichols et al., Use of Ichip for High-Throughput In Situ Cultivation of “Uncultivable” Microbial Species, Applied and Environmental Microbiology, 19 février 2010,
- R.T. Sherpa, C.J. Reese, H. Montazeri Aliabadi, Application of iChip to Grow "Uncultivable" Microorganisms and its Impact on Antibiotic Discovery, Journal of Pharmacy and Pharmaceutical Sciences, 2015, vol. 18(3), pp.303-315
- Brittany Berdy, Amy L. Spoering, Losee L. Ling, Slava S Epstein, In situ cultivation of previously uncultivable microorganisms using the ichip, Nature Protocols vol. 12, pp. 2232–2242, 2017